# Лебран (Падова)
Лебран је насеље у Италији у округу Падова, региону Венето.
Према процени из 2011. у насељу је живело 64 становника. Насеље се налази на надморској висини од 20 м.